# Marie Dauguet
Marie Dauguet nació el 2 de abril de 1860 en Aillevillers-et-Lyaumont y murió el 10 de septiembre de 1942 en Ville-d'Avray. Fue una poetisa francesa de la Belle Époque, junto con Lucie Delarue-Mardrus y Anna de Noailles. 
Tuvo una educación libre y creció en plena naturaleza. Pasaba su tiempo estudiando botánica, pintando y tocando música. Su primer libro de poemas se llama À travers le voile (1902). Después de haber publicado muchos poemas en varias revistas literarias, Dauguet publica en 1904 Par l'Amour, el cual ganó el premio Archon-Despérouses en 1905. 
Aunque ella vivía lejos de París, ocupa una plaza importante en la escena literaria. Aunque tenía cierta popularidad, también era criticada por su aceptación y empleo del verso libre y palabras de patois. Después de Les Clartés (1907), las cuales muestran su voluntad de parecer letrada, contrariamente a la imagen que había de la poetisa campesina, sus siguientes colecciones, Les Pastorales (1909) y L'Essor victorieux (1911) oscilan entre paganismo y erotismo. 
Dauguet disfrutó del éxito que tuvo a principios de siglo la poesía femenina, pero su fama se fue debilitando a medida que la crítica se desinteresaba por las poetisas. Ella fue eclipsada por el éxito de otras mujeres como Delarue-Mardrus y Anna de Noailles. Sin embargo, continuó publicando recopilaciones como Ce n'est rien, c'est la Vie (1924) y Passions (1938). Hoy en día, ha sido olvidada por mucha gente, pero sigue siendo objeto de algunos estudios. 
Marie Dauguet no pertenece a un solo movimiento. A veces se la considera del simbolismo y otras veces del naturalismo literario. Ella, no obstante, rechaza toda pertenencia a una escuela. Los temas que trata en sus obras, sol evocaciones de la naturaleza con una visión panteísta del mundo, que siente como un todo. A lo largo de sus colecciones, personifica la naturaleza como una amante, utilizando incluso metáforas abiertamente sensuales. Una de las características más representativas de su poesía es el uso de imágenes odorales, en las que evoca con precisión y exactitud los olores de la naturaleza. 

### Biografía
Juventud y primeros poemas
Julie Marie Aubert nació el 2 de abril de 1860 en Aillevillers-et-Lyaumont, en Haute-Saône. Sus padres eran Louis-Ferdinand Aubert y Pauline Rose Charlotte Hamelin. En 1875 su padre compra una casa en Hautevelle, donde ella desarrolla un gusto por las artes. El 5 de julio de 1881, se casa con Henri Dauguet, un amigo de la infancia. El matrimonio tiene una hija, Suzanne Pauline, nacida en 1882. 
Durante su infancia, ella tuvo una educación libre y vivió rodeada de la naturaleza, la cual se vuelve un objeto de estudio para ella. Ella publica un primer libro en 1897, La Naissance du Poète, pero pasa totalmente desapercibido. En 1899, escribe su primer poema, Le Bon Rouet, que forma parte de su primer libro, À travers le voile. Ella continua pintando y tocando música. De hecho, tocaba en el piano la mayoría de sus poemas antes de escribirlos. 

Tiempo de éxito
À travers le voile
Dauguet publica su primer libro, À travers le voile en 1902, pocos años después de la aparición del naturalismo literario. Este movimiento rechaza el simbolismo y defiende la simplicidad, la sinceridad y el amor de la vida y la naturaleza. 
Durante ese tiempo, las poetisas se vuelven un objeto de interés para la crítica literaria y Dauguet forma parte de lo que se llamó "lirismo femenino", con poetisas importantes como Lucie Delarue-Mardrus, Marie de Heredia, Anna de Noailles y Renée Vivien, o menos conocidas como Hélène Picard, Marie Krysinska, Marguerite Burnat-Provins y Marie Closset.
Muchos poemas de Dauguet que fueron publicados en la prensa en 1903 están incluidos en su libro Par l'Amour, el cual asegura a la poetisa como un éxito creciente. 
Par l'Amour
Par l'Amour, publicado en 1904, es prólogo de uno de los fundadores del Mercure du France, Remy de Gourmont. Los artículos que él escribe sobre Dauguet tienen una gran influencia a la hora de formar la imagen de "poetisa de la naturaleza" que se le atribuye a Dauguet. Par l'Amour ganó el premio Archon-Déspérouses de la Academia Francesa en 1905, lo que hizo que se la mencionara en muchas críticas literarias y se la comparara con grandes poetisas de su tiempo. 
Dauguet declara que ella solo imita a Ronsard y que se influencia de poemas de Francis Jammes, Marceline Desbordes-Valmore, Henri de Latouche, Sainte-Beuve y cantos populares. 
Ella es criticada por el uso del verso libre, palabras de patois, de expresiones obsoletas o al contrario de neologismos. 
Clartés
A raíz de un viaje a Italia, ella publica Clartés, donde alterna versos y prosa. También evoca el vértigo que siente ante tantos siglos de historia y ofrece críticas de arte. 
Contrariamente a la idea de "poetisa de la naturaleza", Dauguet se muestra como un intelectual, cultivada y letrada, una figura de la élite femenina de la Belle Epoque. 
Les Pastorales
Con la publicación de Les Pastorales, dedicada a Virgilio, Dauguet se posiciona más en un punto de vista panteísta. Sus poemas son una mezcla de paganismo, misticismo y erotismo que dificultan la clasificación de la poetisa. 
Ella es una gran poetisa, pero se la infravalora y critica a menudo por su uso del verso libre, que estaba mal visto. 
L'Essor victorieux
Escribiendo L'Essor victorieux, Dauguet hace resurgir de nuevo su amor por la naturaleza. 
Ente críticas, tanto positivas como negativas, se llega a describir a Dauguet con características masculinas. L'Essor victorieux es considerada por algunos críticos una obra de belleza viril difícilmente escrita por una mujer. Otras críticas, en cambio, ven la obra como una representación de la pureza y belleza femeninas. 
Ce n'est rien, c'est la vie
Ce n'est rien, c'est la vie es publicado cuando el "lirismo femenino" deja de tener tanta visibilidad. El libro recibe igualmente críticas, positivas y negativas, entre las cuales se lamenta que Dauguet no tenga el puesto que se merece en la poesía. 
Passions
En su última publicación, Passions, Dauguet deja un hueco entre su literatura naturalista para tratar temas como la muerte y la decepción de la vida. 
Después de la muerte de su marido en 1924, Dauguet se instala en Enghien-les-Bains y muere el 10 de septiembre de 1942 en una residencia de ancianos en Ville-d'Avray. 

Posteridad
Dauguet sigue siendo objeto de varios estudios al principio del siglo XX. Su imagen de "poetisa de la naturaleza" orienta la mayoría de estudios posteriores. Sin embargo, más tarde, cae en el olvido. 

Obras
- La Naissance du Poète, 1897
- À Travers le Voile, Paris, Vanier, 1902
- Les Paroles du Vent, Paris, Mercure de France, 1904
- Par l'Amour, Paris, Mercure de France, 1904
- Clartés, Paris, Sansot, 1907
- Les Pastorales, París, Sansot, 1908
- L'Essor Victorieux, París, Sansot 1911
- Ce n'est rien, c'est la vie, Paris, Sansot 1924
- Passions, Paris, Messein, 1938